# Lalique
Lalique est une société française de luxe, établie en Suisse, fondée par le maître verrier et créateur de bijoux français, René Lalique, en 1888. Elle fabrique et distribue des pièces dans différents domaines : objets décoratifs, architecture d’intérieur, bijoux, parfums et pièces d’art.
La maison Lalique est célèbre pour ses vases emblématiques, qui sont encore fabriqués à la main dans la manufacture de Wingen-sur-Moder (Alsace, France), ouverte par René Lalique en 1921. C’est le seul site de production de Lalique dans le monde.
Au fil des années et encore à ce jour, Lalique collabore avec plusieurs marques de luxe ou des artistes et créateurs, afin de créer des pièces uniques ou des éditions limitées, comme l’architecte mondialement connue Zaha Hadid, Bentley Motors, le whisky The Macallan, le cognac Hardy, Caran d'Ache, Tom Ford, Nina Ricci, THG, etc.
Les pièces sont recherchées par les collectionneurs et peuvent atteindre des prix record. Le 18 janvier 2014, The Macallan, une bouteille de 6 litres de whisky fabriquée par Lalique a été vendue par Sotheby's Hong Kong dans une vente aux enchères pour le prix record de 628 000 US dollars.

## Histoire
René Lalique, né en 1860 à Aÿ-Champagne, a commencé sa carrière en 1885 en tant que créateur de bijoux, pour devenir, en quelques années l'un des joailliers les plus reconnus du style Art nouveau. Il utilise les motifs classiques de l'Art nouveau (faune, flore, nature en général). À l’époque, l’utilisation de différentes matières (à la fois précieuses et semi-précieuses) était très innovante et sa recherche constante de nouvelles pistes de matériaux l’a conduit vers le verre, qui deviendra un élément majeur de ses créations autour de 1895.
C’est à cette époque que plusieurs musées européens commencent à recueillir son travail, comme le musée du Luxembourg, qui achète une figure de grand pavot en or et émaux présentée au Salon de la Société des artistes français en 1897. Aujourd’hui, les œuvres de Lalique sont présentées dans des dizaines de musées à travers le monde.

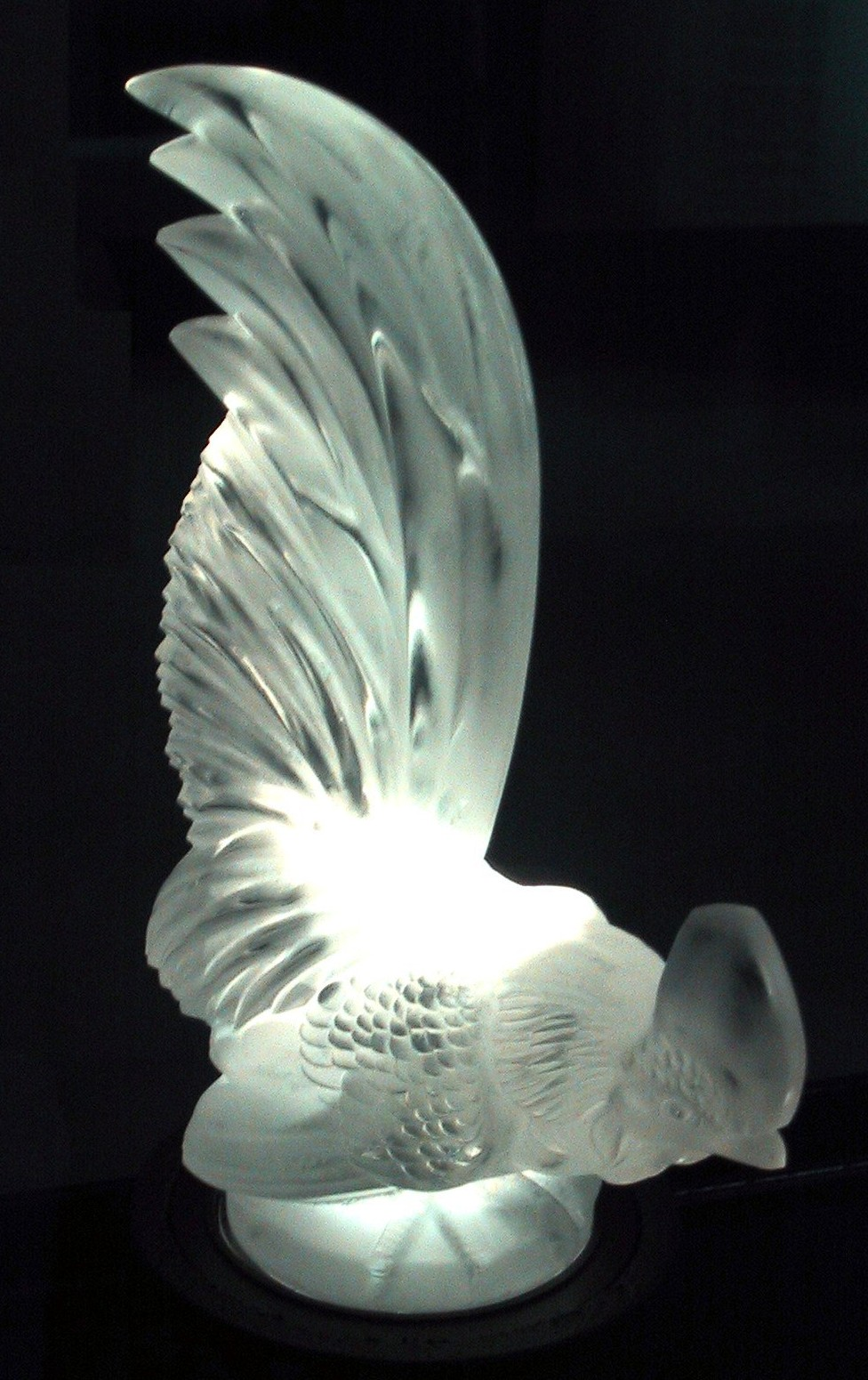
Emblème de calandre en forme de coq pour Toyota.

Après la Première Guerre mondiale, le mouvement de l’Art nouveau fut remplacé principalement par le style minimaliste et géométrique de l'Art déco. René Lalique a adopté ces nouveaux styles qui auront un succès immédiat. Il conçoit et produit la décoration du wagon-restaurant de l'Orient-Express et les fontaines de la célèbre avenue des Champs-Élysées, pour ne citer que ces deux exemples.
La maison ouvre un magasin à Paris, rue Royale, en 1935.
Après le décès de René Lalique en 1945, son fils Marc reconstruit et modernise l'usine ravagée pendant la guerre. Avec lui commence l’ère du cristal chez Lalique : il remplace le verre par du cristal. Après la mort de Marc en 1977, sa fille Marie-Claude Lalique (née en 1935), troisième génération des artistes de la famille, deviendra la directrice de création de la Maison. Elle remplira ce rôle jusqu’en 1996. Marie-Claude a continué à travailler avec les contrastes et les chiffres en cristal clair et dépoli qui caractérisent les finitions des pièces Lalique. Elle actualisera aussi les modèles, notamment par la création d'une gamme de couleurs vives, qui fut typiques des premières œuvres de René Lalique.
En 1994, l'entreprise est vendue à la cristallerie française Pochet. Puis en 2008, l’entreprise est reprise par la société suisse, Art & Fragrance SA, qui étend ainsi son cœur de métier dans le parfum aux univers de la décoration, de l’architecture d'intérieur et des bijoux.
En avril 2018, dans le cadre de sa publication annuelle des résultats, la société annonce son intention de faire coter ses actions sur SIX par le biais d'une IPO prévue en juin 2018. Elle procédera à une augmentation de capital de 1 million de nouvelles actions dans le but de lever 8,39 mios CHF. En parallèle, elle fera supprimer la cotation de ses actions à la bourse de Berne en août 2018. Le but de cette opération est de relever le flottant de la holding qui se situe alors autour de 28 %.

## Style et techniques
Les innovations de René Lalique comportent les procédés de fabrication adoptés dans sa manufacture de Wingen-sur-Moder. Il dépose plusieurs brevets, notamment pour protéger sa célèbre « pâte » de contraste entre finitions satinées et repolies, à l’époque du verre. Aujourd’hui, on retrouve ce style caractéristique de pièces Lalique, qui présentent toutes des contrastes entre le cristal poli qui offre l’aspect d’un cristal lisse et brillant et une finition satinée, soit mate.

## Collaborations
Lalique a eu l'honneur de créer les médailles pour les Jeux olympiques d'Albertville en 1992.
En 2012, la maison Lalique se joint à Jarre Technologies, fondée par Jean-Michel Jarre pour concevoir une enceinte en Cristal,.

## Actionnaires
Liste des principaux actionnaires au 9 novembre 2019 :
| Silvio W. Denz                 | 58,3 % |
| Dharampal Satyapal             | 11,4 % |
| Hansjörg Wyss                  | 6,30 % |
| Tamer Family                   | 2,79 % |
| Claudio Denz                   | 2,49 % |
| Vontobel Asset Management      | 0,90 % |
| Banque CIC                     | 0,59 % |
| AMG Fondsverwaltung            | 0,48 % |
| LLB Asset Management           | 0,29 % |
| Credit Suisse Asset Management | 0,23 % |